# Radobić
Radobić (cyr. Радобић) – wieś w Serbii, w okręgu kolubarskim, w gminie Mionica. W 2011 roku liczyła 297 mieszkańców.